# Língua chukchansi
Chukchansi (Chuk'chansi) É um dialeto de Foothill e dos Yokuts do vale nos arredores da Picayune Rancheria dos indígenas Chukchansi no vale de San Joaquin, California, falado pela tribo Chukchansi do povo Yokut. Em 2011 havia somente 8 falantes nativos do dialeto.

## Atividades
Em maio de 2012, o Departamento de Linguística da Universidade Estadual da Califórnia, Fresno recebeu uma doação de US $ 1 milhão para compilar um dicionário Chuckchansi e textos gramaticais., e "fornecer apoio a bolsas de estudo, programas e esforços para montar textos nativos e criar um currículo para ensinar a língua, para que possa ser trazida de volta ao uso social e ritual.". No entanto, a doação também foi criticada em conexão com a recente exclusão de membros da tribo Chuckchansi..
Gravações da língua foram feitas por Sydney Lamb entre 1953-1957. Esforços para documentar o Chukchansi também foram tentados usando o Phraselator, um dispositivo de gravação portátil desenvolvido para fins militares. "Quando uma pessoa fala no dispositivo em inglês, ela responde com a tradução de Chukchansi." No entanto, a partir de 2007, esses dispositivos eram muito caros para serem amplamente distribuídos.
As aulas de Chukchansi são ministradas na escola primária em Coarsegold, Califórnia, desde 2008. A partir de 2012, as aulas de Chukchansi estão disponíveis para crianças e adultos. A primeira cafeteria da Native American Coffee Company, inaugurada na Coarsegold em 2012, planeja traduzir os nomes de suas bebidas de café para Chukchansi.
A preservação da língua evocou sentimentos fortes. O Presidente Tribal Reggie Lewis enfatizou a necessidade de "preservar, proteger e revitalizar nossa identidade cultural e tradições." Um membro da tribo, que falou de forma bem direta, disse: "Quando os Estados Unidos começaram o genocídio das comunidades indígenas americanas, a razão pela qual eles nos permitiram assinar nossos tratados foi porque tínhamos uma língua ... Gerações de nossos idosos passou por secas e atrocidades, o núcleo da nossa língua é a nossa identidade", acrescentando que ela foi encorajada pelo fato de que "falantes não nativos da comunidade vêm aprender a língua".

## Fonologia
As tabelas a seguir são baseadas na gramática de Collord - 1968.

### Consoantes
|             |             | Bilabial | Dental/ Alveolar | Dental/ Alveolar | Post-alveolar | Velar | Glotal |
| central     | lateral     | Bilabial |                  |                  | Post-alveolar | Velar | Glotal |
| ----------- | ----------- | -------- | ---------------- | ---------------- | ------------- | ----- | ------ |
| Nasal       | plana       | m        | n                |                  |               |       |        |
| Nasal       | Glotalizada | mˀ       | nˀ               |                  |               |       |        |
| Plosiva     | surda       | p        | t                |                  |               | k     | ʔ      |
| Plosiva     | aspirada    | pʰ       | tʰ               |                  |               | kʰ    |        |
| Plosiva     | ejetiva     | pʼ       | tʼ               |                  |               | kʼ    |        |
| Africada    | surda       |          | ts               |                  |               |       |        |
| Africada    | aspirada    |          | tsʰ              |                  |               |       |        |
| Africada    | ejctiva     |          | tsʼ              |                  |               |       |        |
| Fricativa   | Fricativa   |          | s                |                  | ʃ             | x     | h      |
| Aproximante | plana       |          |                  | l                | j             | w     |        |
| Aproximante | Rótica      |          |                  |                  | (ɻ)           |       |        |
| Aproximante | glotalizada |          |                  | lˀ               | jˀ            | wˀ    |        |

O som /ɻ/ vemde outras línguas. /l/ é geralmente com língua elevada /l̪/ depois de vogais frontais e ligeiramente baixa nas demais situações.

### Vogais
|         | Anterior | Central | Posterior |
| ------- | -------- | ------- | --------- |
| Fechada | i        |         | u         |
| Medial  | e        |         | o         |
| Aberta  |          | a       |           |

Há distinção de extensão de vogais.